# Gaio Duilio Longo
Gaio Duilio Longo (fl. IV secolo a.C.) è stato un politico romano.

## Tribunato consolare
Nel 399 a.C. fu eletto tribuno consolare con Lucio Atilio Prisco, Marco Pomponio Rufo, Gneo Genucio Augurino, Marco Veturio Crasso Cicurino e Volero Publilio Filone.
Marco Veturio fu l'unico patrizio ad essere eletto alla massima magistratura romana per quell'anno.
Durante l'assedio contro Veio si registrò un improvviso afflusso di contingenti di Capenati e Falisci, che presero di sorpresa le forze romane assedianti, che però, memori di quanto accaduto qualche anno prima (nel 402 a.C.) con i tribuni consolari Manio Sergio Fidenate e Lucio Verginio Tricosto Esquilino, organizzarono prontamente una controffensiva che mise in fuga i nemici.